# Cie Frazier
Josiah „Cie“ Frazier (* 23. Februar 1904 in New Orleans; † 10. Januar 1985 ebenda) war ein US-amerikanischer Schlagzeuger des Dixieland Jazz.

## Leben und Wirken
Frazier hatte 1921 Unterricht bei Louis Cottrell senior. Erstmals 1927 nahm er mit Papa Celestin auf; er war dann Mitglied im Orchester von Armand J. Piron und arbeitete mit der Sunny South Band und dem Sidney Desvigne Orchestra, bevor er in Bands der Works Progress Administration tätig war. Zwischen 1942 und 1945 leistete er
seinen Militärdienst bei der US-Marine in Tanzbands ableistete.
1945 nahm er mit Wooden Joe Nicholas auf, arbeitete in den 1950er Jahren erneut mit Celestin und mit Percy Humphrey. In seinen späteren Jahren trat er regelmäßig in der Preservation Hall auf und spielte  mit verschiedenen lokalen Brass Bands in New Orleans, wie der Young Tuxedo Brass Band, Emile Barnes’s Louisiana Joymakers, Kid Howard’s La Vida Band und der Eureka Brass Band. Frazier, der auch mit Billie Pierce und Dede Pierce, Paul Barbarin und Sweet Emma Barrett spielte, wirkte im Laufe seiner Karriere im Bereich des Jazz von 1927 bis 1983 bei 105 Aufnahmesessions mit, u. a. bei George Lewis oder Willie Humphrey.

## Diskographische Hinweise
- George Lewis – Endless the Trek Endless the Search (1962)
- Percy Humphrey featuring Sweet Emma – Living New Orleans Jazz – 1974
- Wooden Joe’s New Orleans Band – A Nite at Artesian Hall

## Lexigraphische Einträge
- Leonard Feather, Ira Gitler: The Biographical Encyclopedia of Jazz. Oxford University Press, New York 1999, ISBN 0-19-532000-X.